# 5 جمادى الآخرة
- السبت
- الأحد
- الاثنين
- الثلاثاء
- الأربعاء
- الخميس
- الجمعة

- 2830 نوفمبر 2024
- 291 ديسمبر 2024
- 12 ديسمبر 2024
- 23 ديسمبر 2024
- 34 ديسمبر 2024
- 45 ديسمبر 2024
- 56 ديسمبر 2024
- 67 ديسمبر 2024
- 78 ديسمبر 2024
- 89 ديسمبر 2024
- 910 ديسمبر 2024
- 1011 ديسمبر 2024
- 1112 ديسمبر 2024
- 1213 ديسمبر 2024
- 1314 ديسمبر 2024
- 1415 ديسمبر 2024
- 1516 ديسمبر 2024
- 1617 ديسمبر 2024
- 1718 ديسمبر 2024
- 1819 ديسمبر 2024
- 1920 ديسمبر 2024
- 2021 ديسمبر 2024
- 2122 ديسمبر 2024
- 2223 ديسمبر 2024
- 2324 ديسمبر 2024
- 2425 ديسمبر 2024
- 2526 ديسمبر 2024
- 2627 ديسمبر 2024
- 2728 ديسمبر 2024
- 2829 ديسمبر 2024
- 2930 ديسمبر 2024
- 3031 ديسمبر 2024
- 11 يناير 2025
- 22 يناير 2025
- 33 يناير 2025

5 جُمادى الآخرة أو 5 جُمادی‌ الثانية أو يوم 5 \ 6 (اليوم الخامس من الشهر السادس) هو اليوم الثالث والخمسون بعد المائة (153) من أيَّام السنة (أو الرابع والخمسون بعد المائة لو كان شهر ربيع الآخر مُتممًا لليوم الثلاثين أو الخامس والخمسون بعد المائة لو أتم كلاً من صفر وربيع الآخر ثلاثين يوماً) وفق التقويم الهجري القمري (العربي). يبقى بعده 201 أو 202 يومًا لانتهاء السنة.

## أحداث
- 654 هـ - خرجت من الأرض نار عظيمة في الحجاز بجوار المدينة واستمرت لثلاثة أشهر، ورؤي ضوؤها في الشام.
- 986 هـ - العثمانيون ينتصرون على الصفويين في معركة جلدر، ويتمكنون من السيطرة على مدينة تفليس.
- 1272 هـ - انتهاء حرب القرم بين الدولة العثمانية والإمبراطورية الروسية، والتي ساندت فيها فرنسا وبريطانيا العثمانيين، واستمرت هذه الحرب سنتين ونصف السنة، وتعتبر من كبرى الحروب التي شهدها العالم في تلك الفترة.
- 1298 هـ - ظهور أول صورة في الصحف المصرية، وكان ذلك في العدد 152 من الأهرام الذي كان عددًا فريدًا، حيث صدرت للمرة الأولى الجريدة وفي صفحتها صورة للخديوي الجديد «توفيق».
- 1324 هـ - وقوع الحادثة المشهورة في تاريخ مصر الحديث بحادثة دنشواي؛ حيث حدث اشتباك بين ضباط بريطانيين كانوا يقومون بالصيد وأهالي قرية دنشواي بمحافظة المنوفية، وهو ما أدى إلى مقتل بعض الضباط، وقد أثارت هذه الحادثة غضب المستعمر البريطاني في مصر فعقد محاكمة ظالمة، حكمت على بعض الأهالي المتهمين بالقتل، وبعضهم الآخر بالسجن.
- 1342 هـ - إجراء أول انتخابات برلمانية في مصر.
- 1365 هـ - جلاء الاتحاد السوفيتي عن إيران.
- 1365 هـ - أصدر الملك عبد العزيز أمره بتأسيس الخطوط السعودية.
- 1367 هـ -
  - عصابات الهاجاناه الصهيونية ترتكب مجزرة اللجون (قضاء جنين) بفلسطين حيث قتلت 13 مدنيًّا.
  - عصابات الهاجاناه الصهيونية ترتكب مجزرة في «قرية ناصر الدين» في طبريا، حيث قتلت 50 فلسطينيًا من أصل 90 هم سكان القرية.
- 1368 هـ - توقيع اتفاقية هدنة بين الأردن وإسرائيل في جزيرة رودس.
- 1385 هـ - فشل محاولة انقلاب على الرئيس الإندونيسي أحمد سوكارنو قامت بتواطئ بين الجيش والشيوعيين.
- 1391 هـ - إعدام المفكر الشيوعي السوداني عبد الخالق محجوب وذلك استمراراً للحملة التي تقوم بها الحكومة السودانية ردًا على الانقلاب الذي شارك فيه عدد من الضباط الشيوعيين.
- 1396 هـ - البرلمان المؤقت في تيمور الشرقية يوافق على الانضمام إلى إندونيسيا وذلك بعد حوالي عام من خروج الاحتلال البرتغالي من الجزيرة، وقد نالت الجزيرة استقلالها بعد 22 سنة.
- 1409 هـ - زائير تطرد عيدي أمين رئيس أوغندا.
- 1411 هـ - اجتماع قمة طارئ لقادة دول مجلس التعاون الخليجي في الدوحة لمناقشة الغزو العراقي للكويت.
- 1413 هـ - رفيق الحريري يتولى رئاسة وزراء لبنان.
- 1414 هـ - الأردن ينفذ حكم الإعدام في سيدة تبلغ من العمر 26 سنة لقيامها بضرب زوجها وإشعال النيران فيه، وتعد هذه هي المرة الثانية في تاريخ الأردن التي ينفذ فيها حكم الإعدام في امرأة.
- 1435 هـ - إجراء الانتخابات الرئاسية الأفغانية والتي وصفت بأنها تاريخية.
- 1436 هـ - بداية عملية عاصفة الحزم في الساعة الثانية صباحا بتوقيت السعودية.
- 1437 هـ - الرئيس الروسي فلاديمير بوتين يُعلن الانسحاب الجُزئي للقُوَّات الروسيَّة المُشاركة في الحرب السوريَّة.

## مواليد
- 1349 هـ - عمران بحر، ممثل مصري.
- 1358 هـ -
  - نبيل المشيني، ممثل أردني.
  - وردة الجزائرية، مطربة جزائرية.
- 1391 هـ - محمد العيسى، ممثل سعودي.
- 1400 هـ - مي العيدان، ممثلة وإعلامية كويتية.

## وفيات
- 235 هـ -إيتاخ الخزري، أحد الأمراء الأتراك ذوي النفوذ في الدولة العباسية.
- 672 هـ - جلال الدين الرومي، عالم مسلم وشاعر متصوف ومؤسس الطريقة المولوية.
- 1310 هـ - جبرائيل الدلال، شاعر وصحفي سوري.
- 1375 هـ - عبد الوهاب خلاف، محدث أصولي وفقيه وعضو مجمع اللغة العربية في القاهرة.
- 1391 هـ - عبد الخالق محجوب، سياسي ومفكر شيوعي سوداني.
- 1393 هـ - يوسف بن عيسى القناعي، أحد رواد النهضة في تاريخ الكويت.
- 1396 هـ - عبد الرحمن عزام، أول أمين عام لجامعة الدول العربية.
- 1401 هـ - يحيى الطاهر عبد الله، كاتب مصري.
- 1428 هـ -
  - نازك الملائكة، شاعرة عراقية.
  - فاطمة بديوي، شاعرة وكاتبة مسرحية سورية.
- 1429 هـ - سليمان الموسى، كاتب أردني.
- 1431 هـ - عبد الله فرغلي، ممثل مصري.
- 1432 هـ - فيصل مولوي، داعية إسلامي ومفكر لبناني.
- 1443 هـ - سنان الشبيبي إقتصادي عراقي.

## وصلات خارجية
- صحيفة اليوم: حدث في مثل هذا اليوم.
- موقع قصة الإسلام: حدث في شهر جُمادى الآخرة.